# جيسي مولين
جيسي مولين (بالفرنسية: Jessy Moulin) (13 يناير 1986 بفالانس في فرنسا - ) هو لاعب كرة قدم فرنسي في مركز حراسة المرمى. لعب مع نادي أرليه أفينيون ونادي سانت إتيان ونادي فريجوس ونادي كليرمونت 63.

## وصلات خارجية
- جيسي مولين على موقع رابطة كرة القدم الفرنسية للمحترفين (الإنجليزية)
- جيسي مولين على موقع قاعدة بيانات كرة القدم.إي يو (الإنجليزية)
- جيسي مولين على موقع ليكيب (الفرنسية)
- جيسي مولين على موقع Soccerway.com (الإنجليزية)
- جيسي مولين على موقع عالم كرة القدم.نت (الإنجليزية)
- جيسي مولين على موقع AS.com (الإسبانية)